# Den nakna lunchen
Den nakna lunchen (engelska: Naked Lunch) är en hallucinatorisk kultroman av William S. Burroughs, publicerad 1959.